# Санто Јани (Козенца)
Санто Јани је насеље у Италији у округу Козенца, региону Калабрија.
Према процени из 2011. у насељу је живело 376 становника. Насеље се налази на надморској висини од 629 м.